# Laguna Fleet
La laguna Fleet (en inglés: the Fleet lagoon) es una laguna de agua salobre ubicada en el suroeste del condado de Dorset (Inglaterra, Reino Unido). Una playa llamada Chesil Beach la separa del mar. La laguna le ha dado su nombre a la cercana localidad de Fleet.
La laguna Fleet y Chesil Beach conforman un Sitio de Especial Interés Científico. La vista que ofrece Abbotsbury de la playa y la laguna ha sido elegida como la tercera mejor del Reino Unido, según una votación llevada a cabo por la revista Country Life.
- Datos: Q11688182